# 劉言
劉言（？—953年），吉州廬陵縣（今江西吉安）人，五代時期曾任武平軍節度使。本為吉州刺史彭玕的屬下，909年，南吳佔領江西一帶後，隨彭玕投奔南楚。
後周廣順元年（951年），南楚馬氏內鬥，楚王馬希萼荒淫無道，湖南大亂，王逵、周行逢等將領因此叛變，割據朗州（今湖南常德），一度推舉馬光惠為武平軍節度使。後來因馬光惠愚昧懦弱，而時為辰州刺史的劉言驍勇善戰，素得當地原住民的人心，遂被王逵、周行逢等人推為權武平軍留後（暫代武平軍節度使）。劉言覺得王逵等人難以控制，但擔心不接受推戴就會被王逵討伐，於是單騎前往，因向南唐請求任命未果，稱臣後周。
马希崇政变篡马希萼位，刘言以此为由讨伐，发兵益阳之西。马希崇惧怕，发兵二千拒之，又遣使求和，请求为邻藩。掌书记李观象建议刘言要求马希崇杀马希萼的旧将，然后再夺取湖南。刘言听从。马希崇害怕，杀了都军判官杨仲敏、掌书记刘光辅、牙内指挥使魏师进、都押牙黄勍等十馀人，遣前辰阳县令李翊将他们的首级送到朗州。到时，首级已经腐烂，刘言与王逵等都以为不是自己要的首级，怒责李翊，李翊惶恐自杀。
不久，南唐將領邊鎬率軍入南楚潭州（今湖南長沙），馬氏舉族投降，南楚滅亡。南唐中主李璟因與南漢爭奪地盤不利，想就此作罷並承認劉言為節度使，宰相右僕射孫晟同意，但因另一宰相左僕射馮延己反對未果。南唐召劉言等人入朝，然而劉言等人拒絕。廣順二年（952年），劉言遣王逵、周行逢等人攻潭州，南唐軍大敗，撤出湖南，南楚馬氏在南嶺以北的故地因此為劉言等人收復。廣順三年（953年），劉言被後周任命為檢校太師、同平章事、朗州大都督，充武平軍節度使，制置武安、靜江等軍事。
本來，潭州是武安軍節度使的府治以及南楚的都城所在地，這時劉言以潭州毀於戰亂，請求後周將湖南地區的政治中心遷往朗州，因此引起被任命為武安軍節度使的王逵不滿；而劉言為王逵擁立，王逵不願居其下，劉言亦認為王逵是潛在的威脅，總總的原因，二人因此對立。
同年（953年）稍後，劉言身邊將領被王逵與周行逢聯手翦除，王逵與周行逢隨即攻朗州，劉言被擒，不久被王逵派將領潘叔嗣殺害。
| 姓名   | 在位時間    |
| ------ | ----------- |
| 刘言   | 951年—953年 |
| 王逵   | 953年—956年 |
| 周行逢 | 956年—962年 |
| 周保权 | 962年—963年 |